# Антоновицькі горби
Антоно́вицькі горби́ — заповідне урочище місцевого значення в Україні. Розташоване поблизу села Трепівка, Знам'янський район, Кіровоградська область,  
Площа — 76,3 га. Статус присвоєно згідно з рішенням Кіровоградської обласної ради № 268 від 27.02.2004 року. Перебуває у віданні: Знам'янська районна державна адміністрація.